# Friedrich Hartwig von Nostitz

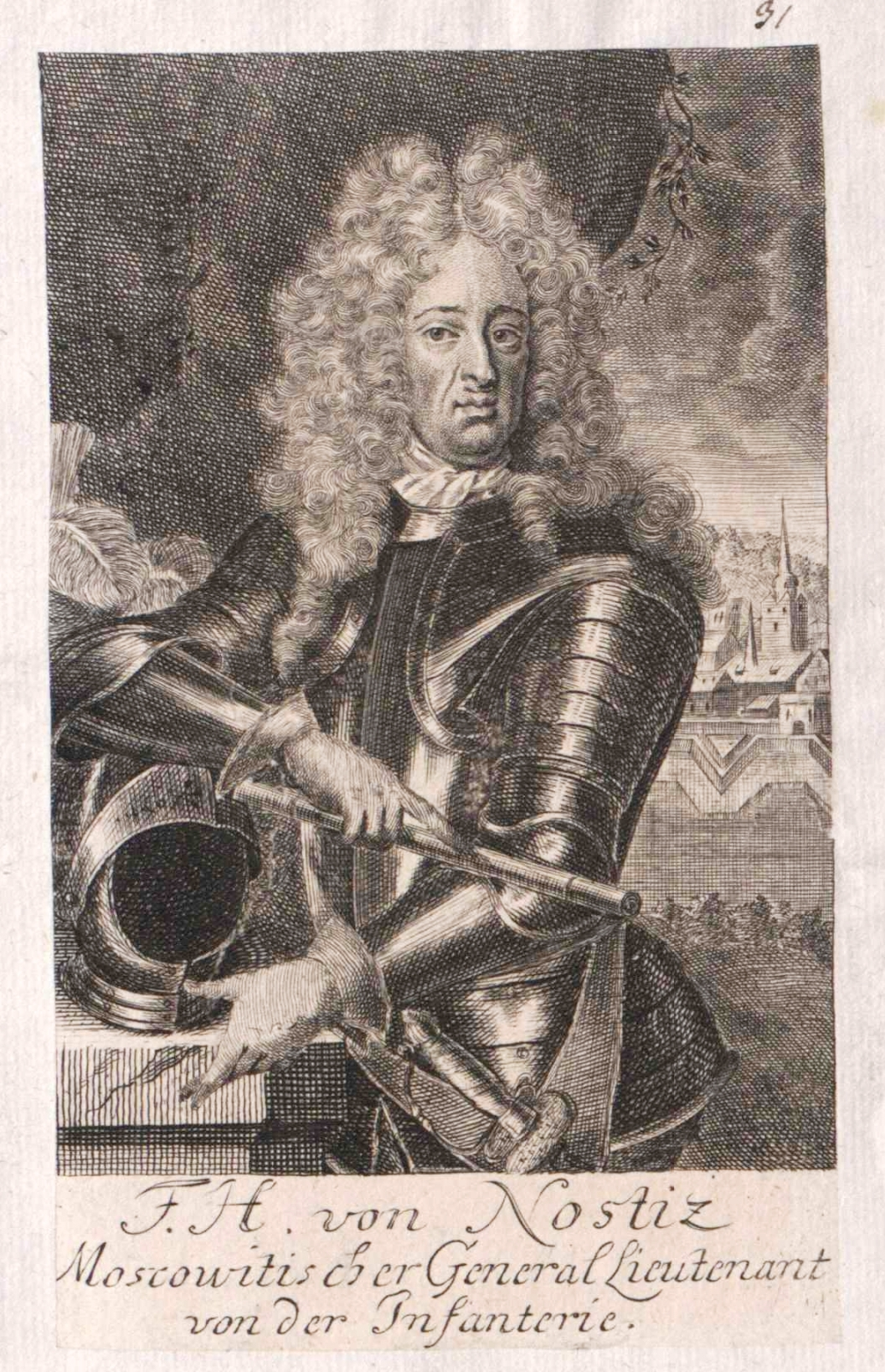
Friedrich Hartwig von Nostitz (1660–1737)

Graf Friedrich Hartwig von Nostitz (-Rieneck) (* 1660; † 1737 in Zittau) war dänischer Oberst, russischer Generalleutnant sowie königliche polnisch-sächsischer General und Reichsgraf.

## Herkunft
Er entstammt der Familie Nostitz aus der Oberlausitz. Sein Vater war der kursächsische Rat, Kämmerer und Landrat Otto von Nostitz zu Neudorf.

## Leben
Er ging in dänische Dienste und wurde bereits 1680 Hauptmann im Western National Infanterieregiment. Danach kam er in das Regiment Bergenhus, wo er 1689 zum Major befördert wurde. Im Anschluss wurde er Kommandant von Fort Frederiksholm bei Christiansand, 1694 wurde er zunächst Vizekommandant und dann wirklicher Kommandant von Christiansand. Von 1693 bis 1699 befehligte er die Kompanie Boyneburg im Regiment Gyldenløve. Im Jahr 1694 wurde er Oberstleutnant und 1701 Oberst. 1705 ließ er sich von Ludvig Holberg unterrichten, als dieser sich in Christiansand aufhielt. 1707 verließ er den dänischen Dienst und ging in russische Dienste. Während des Nordischen Krieges eroberte er als Generalmajor am 7. Februar 1710 die Elbing von den Schweden. Die Besatzung ging in Kriegsgefangenschaft, die Stadt musste 250.000 Gulden zahlen. Nostitz wurde dafür zum Generalleutnant befördert und zum Kommandanten von Elbing ernannt. 1715 waren die Schweden vertrieben und Nostitz wechselte in venezianische Dienste. Er kam als General der Kavallerie nach Dalmatien. 1718 endete der Venezianisch-Österreichische Türkenkrieg und der General kehrte in die Oberlausitz zurück. Seine Taten waren nicht unbemerkt geblieben und bereits 1716 wurde er von Kaiser in den Grafenstand erhoben. Der sächsische Kurfürst und polnische König August II. erhob ihm zum sächsischen General. Er lebte den Rest seiner Zeit in Zittau.

## Familie
Nostitz heiratete Sophie Juliane von Ell(e)brecht (auch:Elbracht), Tochter von Oberst Anton Günther von Ellebrecht (1606–1681), Kommandant von Jever. Das Paar hatte mehrere Kinder, darunter:
- Anton Wilhelm (* 3. Februar 1690; † 29. Februar 1764), Herr auf Conradswaldau

⚭ Erdmuthe Vitzthum von Eckstädt
⚭ Anna Charlotte Katharina von Rhediger († 1745)
⚭ Sophie Elisabeth von Knobelsdorff
- Elisabeth Johanne, Canonistin in Walloe